# Tautavel

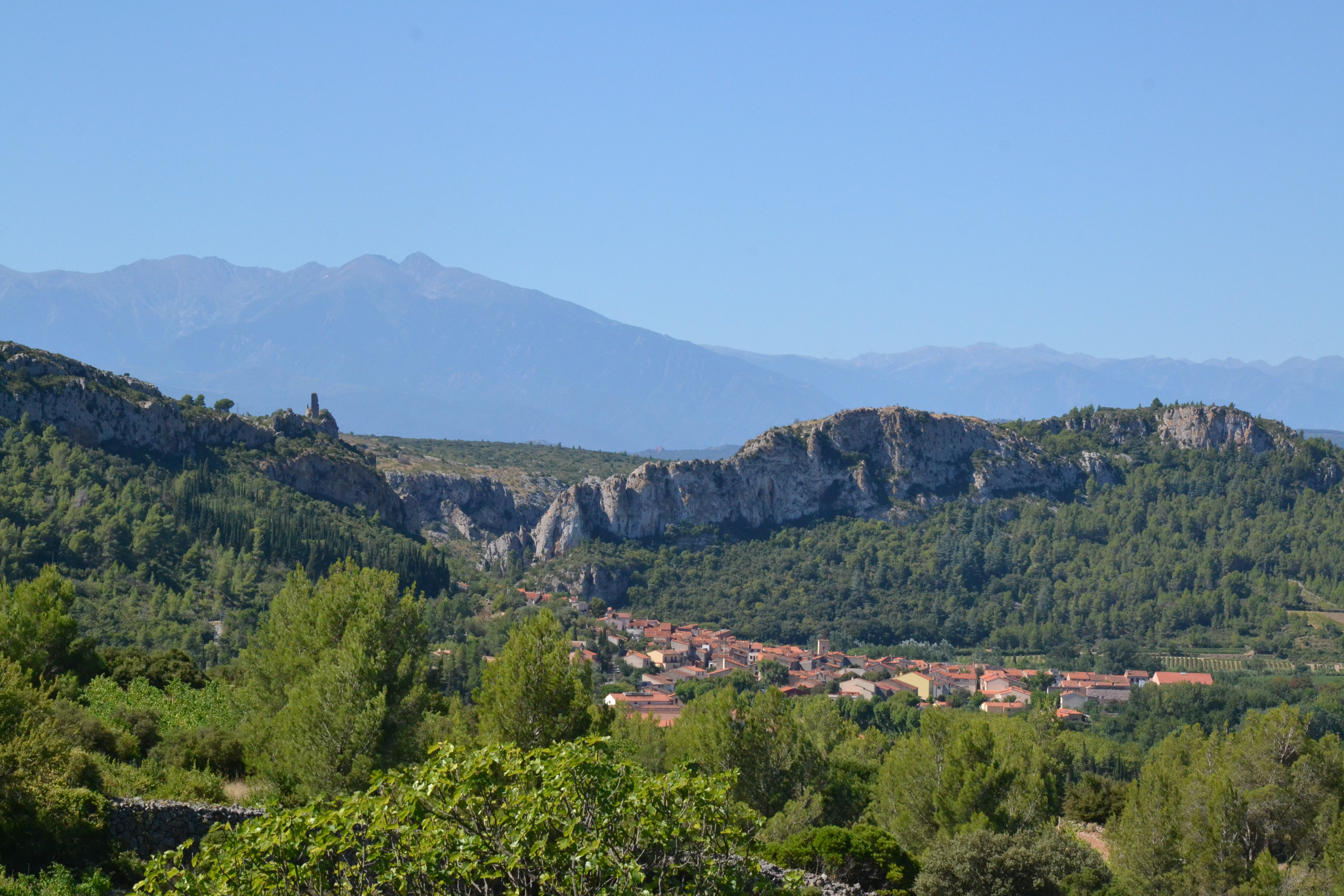
Blick auf den Ort und die Burgruine

Tautavel [totavɛl] (katalanisch Talteüll) ist ein Dorf und eine Gemeinde mit 911 Einwohnern (Stand 1. Januar 2022) im französischen Département Pyrénées-Orientales in der Region Okzitanien. Der Ort wurde international bekannt durch den im Jahr 1971 in einer nahegelegenen Höhle gefundenen „Homme de Tautavel“, der vor rund 450.000 Jahren lebte und zumeist der Art Homo heidelbergensis zugeschrieben wird.

## Lage und Klima
Der Winzerort Tautavel liegt am Ufer des Flusses Verdouble, an den südlichen Ausläufern der Corbières, ungefähr 33 km (Fahrtstrecke) nordwestlich von Perpignan in einer Höhe von ca. 100 bis 120 m. Das Gemeindegebiet ist Teil des Regionalen Naturparks Corbières-Fenouillèdes. Das Klima ist gemäßigt bis warm; Regen (ca. 620 mm/Jahr) fällt übers Jahr verteilt.

## Bevölkerungsentwicklung
| Jahr                     | 1800 | 1851 | 1901  | 1954 | 1999 | 2016 |
| ------------------------ | ---- | ---- | ----- | ---- | ---- | ---- |
| Einwohner                | 476  | 724  | 1.201 | 925  | 851  | 872  |
| Quelle:Cassini und INSEE |      |      |       |      |      |      |

Trotz der Reblauskrise im Weinbau und der zunehmenden Mechanisierung der Landwirtschaft blieb die Einwohnerzahl der Gemeinde seit Beginn des 20. Jahrhunderts im Wesentlichen stabil.

## Wirtschaft
Nur ein geringer Teil des Gemeindegebiets wird landwirtschaftlich genutzt, wobei der Weinbau eine bedeutsame Rolle spielt. Weite Teile sind von Wald bedeckt oder liegen brach; es gibt mehrere Steinbrüche.

## Geschichte
Die heutige südfranzösische Region Languedoc-Roussillon war bereits vor 450.000 Jahren von Vertretern der Gattung Homo besiedelt. Die Anwesenheit von Kelten, Römern, Westgoten und Muslimen lässt sich für Tautavel jedoch weder durch archäologische Funde noch durch schriftliche Quellen belegen. Erst im Mittelalter erlangte das Gebiet wieder eine gewisse Bedeutung: Im Jahr 1011 gab Graf Bernard I. von Besalú die Burg von Tautavel und einige andere Ländereien in die Hände seines Sohnes Wilhelm. Im 13. Jahrhundert gehörte das Gebiet zum Besitz der Grafen von Vernet und zum Königreich Mallorca. Im Jahr 1418 schließlich kam es an die Krone von Aragón und blieb dort bis zum Pyrenäenfrieden (1659). Danach war es Grenzgebiet zu Spanien.

## Sehenswürdigkeiten
- Das Musée de Préhistoire de Tautavel mit einem Nachbau der Höhle von Arago (Caune d’Arago), Fundort des Mensch von Tautavel franz. „Homme de Tautavel“. Ferner werden dort Kopien der Fossilien von Homo heidelbergensis, Steinwerkzeuge und Originale von Tierfossilien ausgestellt. In mehreren Dioramen werden Lebenswelten aus der Epoche der Hommes de Tautavel und der späteren Neandertaler lebendig.[3]
- Von der Burg des Château de Tautavel sind nur noch Ruinen erhalten.[4]
- Die Église Saint-Génis stammt aus dem 16./17. Jahrhundert.

Umgebung
- Die ca. 3 km nördlich des Ortes gelegene Höhle von Arago ist nicht zu besichtigen.[5]
- Der hoch über dem Ort (498 m) gelegene Wachturm Tour del Far stammt aus der Zeit des Königreichs Mallorca.
- Die etwa 2 km südlich des Ortes nahe der Straße nach Estagel gelegene Chapelle de Saintes-Puelles ist ein einfacher, aber sehenswerter Bau aus dem frühen 19. Jahrhundert.[6]

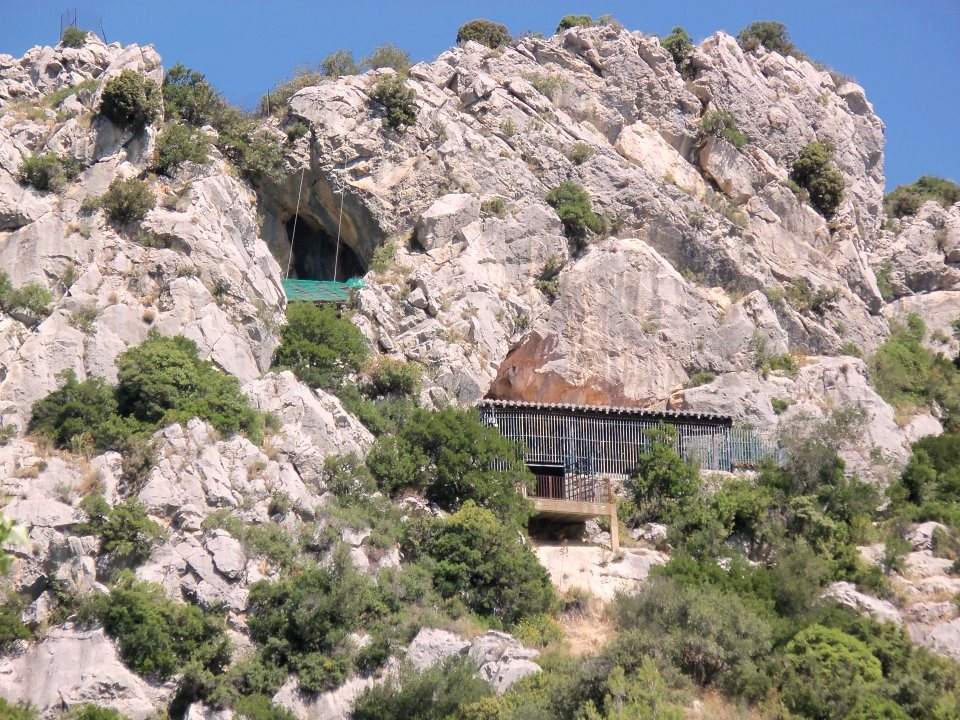
Höhle von Arago
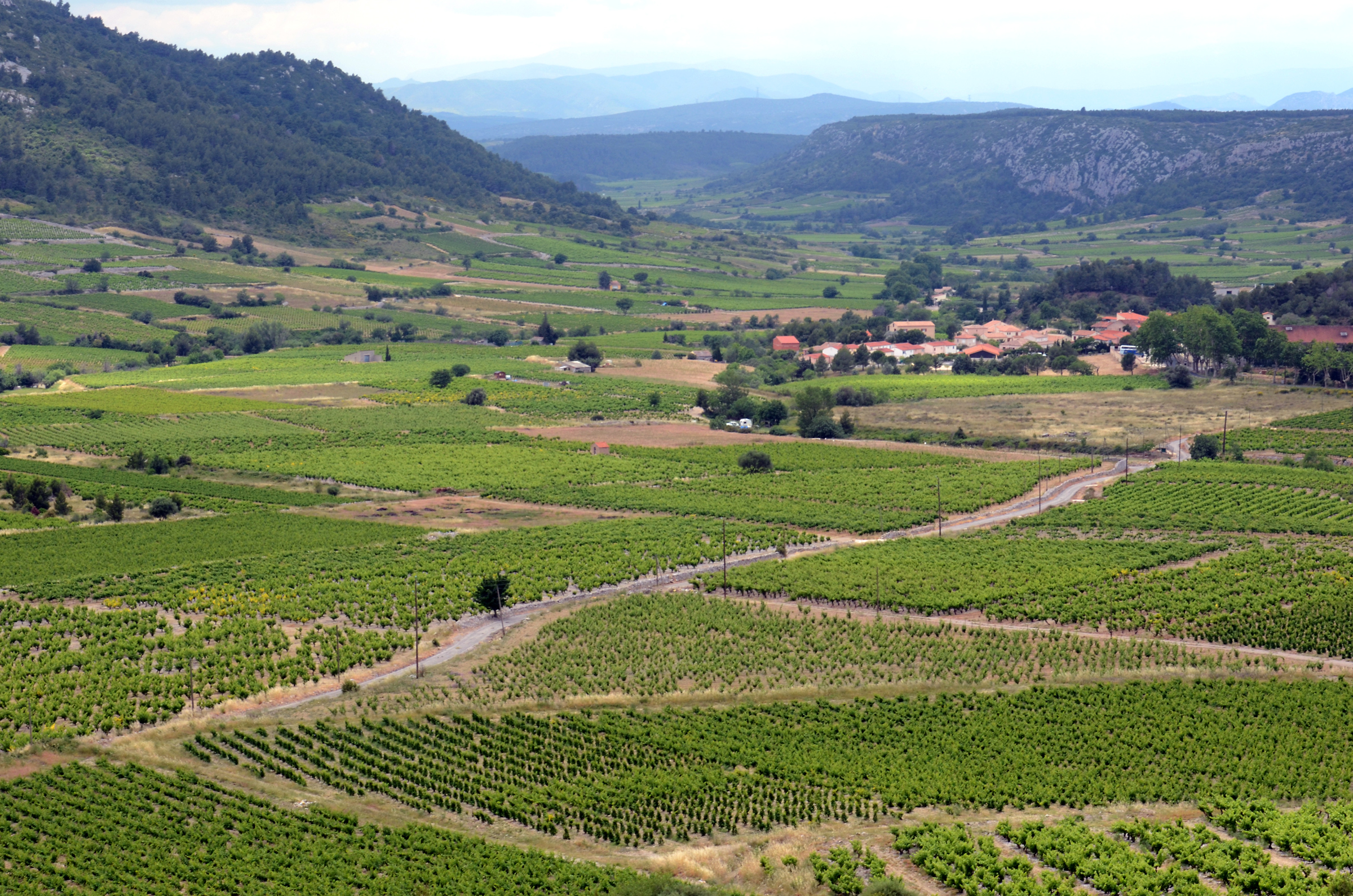
Weinanbau in Tautavel
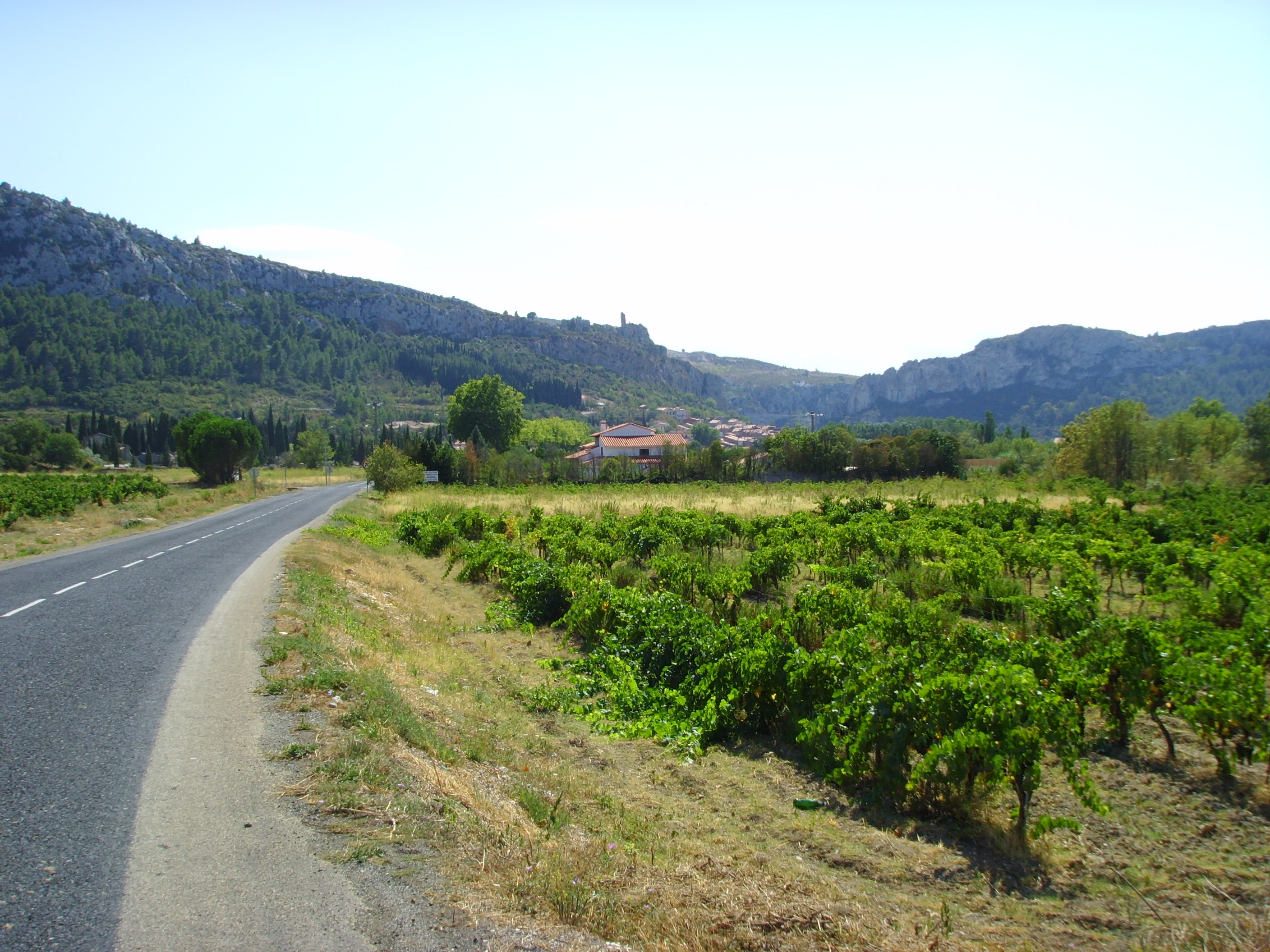
Blick auf Tautavel aus Richtung Vingrau
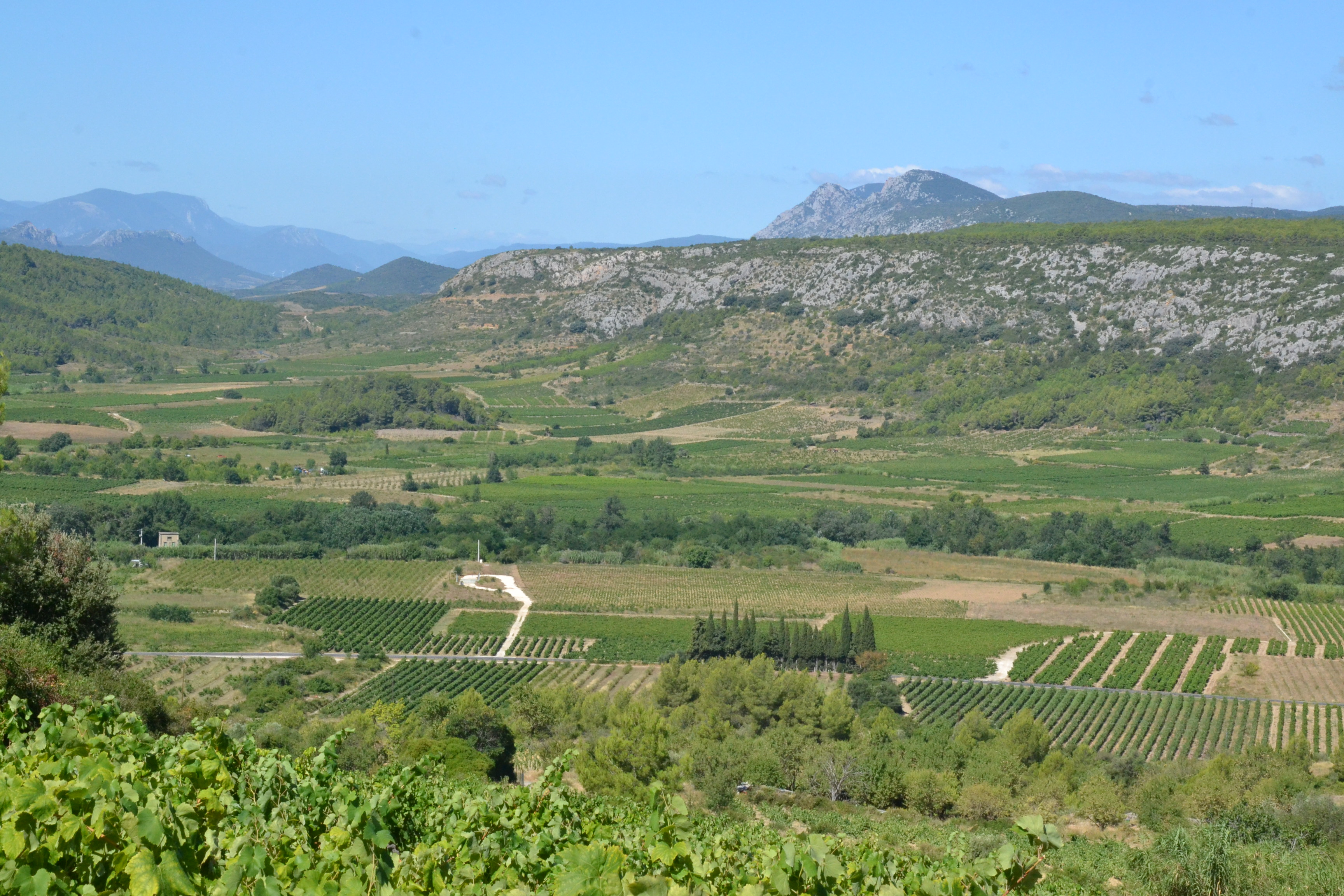
Weinlandschaft bei Tautavel
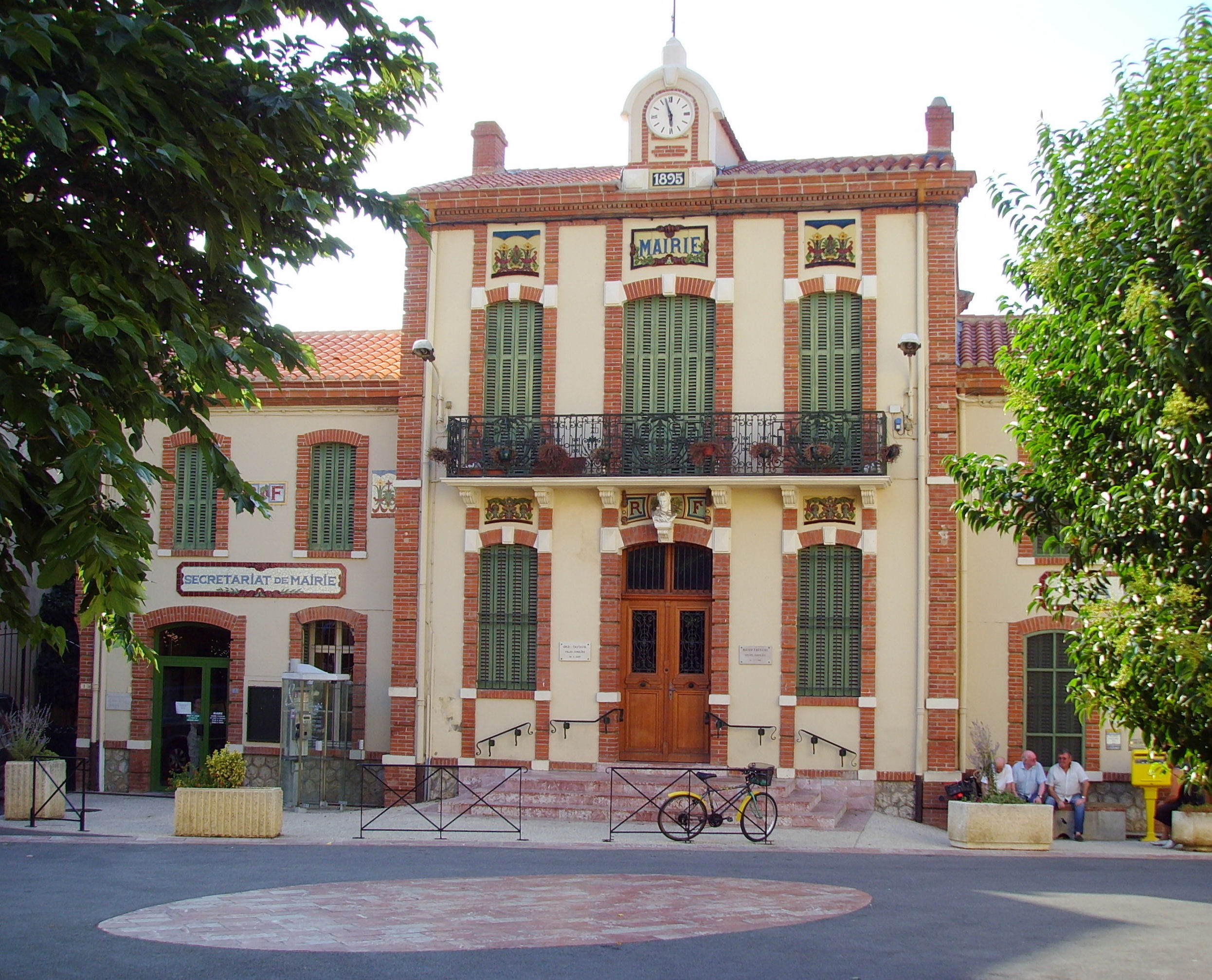
Mairie (Rathaus)
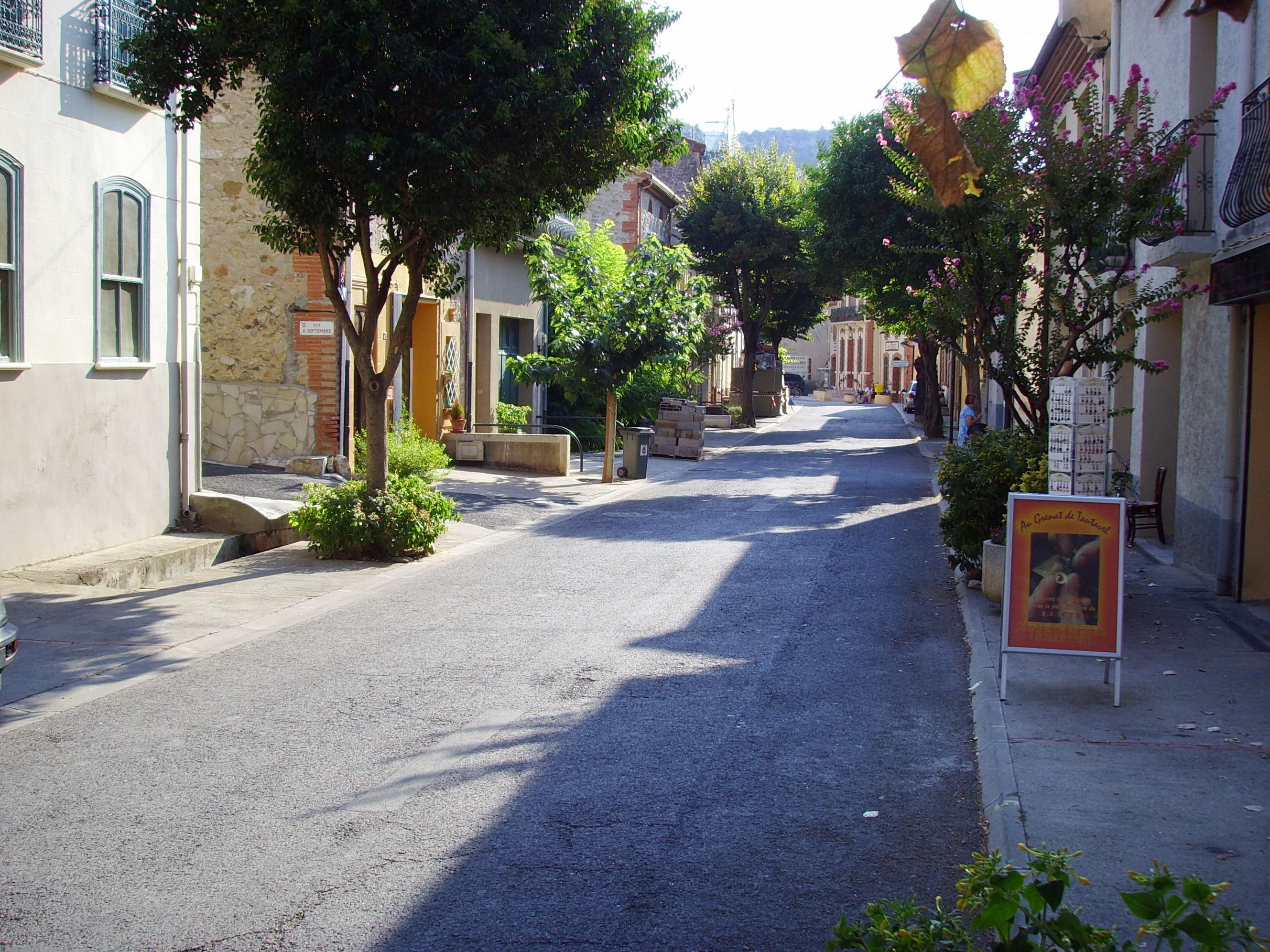
Hauptstraße

## Partnergemeinde
| Deutschland | Mauer, Deutschland (in Mauer wurde der Holotypus des Homo heidelbergensis gefunden). |